# 王淦昌故居
王淦昌故居，位于中华人民共和国江苏省苏州市常熟市支塘镇南街44号，是核物理学家、中科院院士王淦昌（1907—1998）故居。该建筑建于清代，现存前后三进，保存完好。2009年6月公布为常熟市文物保护单位。2019年3月20日公布为第八批江苏省文物保护单位。